# Vickleby församling
Vickleby församling var en församling i Ölands södra kontrakt, Växjö stift och Mörbylånga kommun. Församlingen uppgick 2006  i Resmo-Vickleby församling.
Församlingskyrka var Vickleby kyrka. 
2003 fanns det 558 personer i församlingen.

## Administrativ historik
Församlingen har medeltida ursprung.
Församlingen var under medeltiden moderförsamling i ett pastorat med Resmo församling för att därefter till 1588 vara annexförsamling i Torslunda pastorat. Från 1588 utgjorde församlingen ett eget pastorat till 1 november 1935 då den blev annexförsamling i pastoratet Mörbylånga, Resmo och Vickleby som 1962 utökades med Hulterstads, Stenåsa och Kastlösa församlingar.  Församlingen uppgick 2006 i Resmo-Vickleby församling
Församlingskod var 084001.

## Series pastorum
| Ämbetstid | Namn                                             | Levnadstid      | Kommentar                |
| (1540)    | Christer                                         |                 |                          |
| 1584–1588 | Giord Gudmundi                                   |                 | Kapellan och vice pastor |
| (1588)    | Petrus Olai                                      | d. efter 1611   |                          |
| 1602–1615 | Petrus Olai                                      | d. trol. 1654   |                          |
| 1615–1630 | Olaus Andreae                                    | d. omkr. 1630   |                          |
| 163?–1670 | Petrus Johannis                                  | d. 1670         |                          |
| 1672–1675 | Simon Andreae Björkman                           | 1646–1675       |                          |
| 1680–1696 | Martinus Laurentii Segrelius                     | 1653–1696       |                          |
| 1697–1701 | Nicolaus Leimontinus                             | omkr. 1660–1701 |                          |
| 1703–1704 | Sven Loethenius                                  | 1656–1729       |                          |
| 1704–1722 | Nicolaus Wentling                                | 1665–1722       |                          |
| 1724–1746 | Aron Dahlerus                                    | f. 1684         |                          |
| 1790–1810 | Christopher Lambrecht                            | 1732–1810       |                          |
| 1810–1828 | Johan Peter Åberg                                | 1765–1832       |                          |
| 1828–1835 | Sven Annerstedt                                  | 1771–1835       |                          |
| 1837–1845 | Jöns Forssell                                    | 1799–1818       |                          |
| 1845–1870 | Andreas Petersson                                | 1790–1870       |                          |
| 1871–1874 | Erik Gustaf Kassell                              | 1816–1874       |                          |
| 1877–1892 | Daniel Wilhelm Stenberg                          | 1818–1892       |                          |
| 1895–1934 | Carl Johan Ekström                               | 1842–1934       |                          |
| 1935–1943 | Tage Berggren, komminister, liksom efterträdarna | 1904–1991       |                          |
| 1943–1950 | Tage Roos                                        | 1909–1934       |                          |
| 1950–1952 | Samuel Palmer                                    | 1912–1999       |                          |
| 1955–1966 | Nils Haggren                                     | 1908–1994       |                          |
| 1967–1976 | Gunnar Hellström                                 | 1925–1976       |                          |